# Weesperkarspel

Weesperkarspels vapen.

Weesperkarspel är en före detta kommun i provinsen Noord-Holland i nordvästra Nederländerna. År 1966 inlemmades den ena delen av Weesperkarspel i Amsterdam, medan den andra delen inkorporerades i Weesp.